# Adenia repanda
Adenia repanda là một loài thực vật có hoa trong họ Lạc tiên. Loài này được (Burch.) Engl. mô tả khoa học đầu tiên năm 1891.